# Global Peace Index

Global Peace Index 2018

Global Peace Index – raport dotyczący stanu pokoju w poszczególnych państwach, przygotowywany przez australijski Institute for Economics and Peace i publikowany w Vision of Humanity. Indeks mierzy stan pokoju na świecie według trzech kryteriów: poziomu bezpieczeństwa i ochrony społeczeństwa, zasięgu konfliktu krajowego lub międzynarodowego, oraz stopnia militaryzacji. Raport jest publikowany w wersji pełnej i skróconej zawierającej najważniejsze dane.
W 2017 roku została opublikowana siedemnasta edycja raportu, według której stan pokoju na świecie poprawił się względem poprzedniego roku. Europa jest regionem o najwyższym współczynniku pokoju na świecie. Osiem państw z tego regionu zajęło miejsca w pierwszej dziesiątce. Islandia zajmuje w rankingu pierwsze miejsce od edycji z 2008 roku.